# Miodera eureka
Miodera eureka là một loài bướm đêm trong họ Noctuidae.